# Авл Манлий Торкват Аттик
Авл Ма́нлий Торква́т А́ттик (лат. Aulus Manlius Torquatus Atticus; умер после 241 года до н. э.) — римский военачальник и политический деятель из патрицианского рода Манлиев Торкватов, консул 244 и 241 годов до н. э. Участник Первой Пунической войны.

## Происхождение
Авл Манлий принадлежал к одному из знатнейших патрицианских родов Рима. Манлии занимали высшие должности в республике, начиная с 480 года до н. э., а свой расцвет пережили в IV веке до н. э., первую и вторую трети которого немецкий антиковед Фридрих Мюнцер назвал их «героическим веком». Согласно Капитолийским фастам, у отца и деда Авла Манлия был преномен Тит. По мнению Мюнцера, Тит-старший — это консул 299 года до н. э., а младший современник Авла Тит Манлий Торкват, тоже сын Тита, внук Тита, приходился ему скорее племянником, чем братом

## Биография
Первые упоминания об Авле Манлии в сохранившихся источниках относятся к 247 году до н. э., когда он был избран цензором. Его коллегой был плебей Авл Атилий Калатин. В 244 году до н. э. Торкват Аттик занимал должность консула совместно с плебеем Гаем Семпронием Блезом, для которого это был второй консулат. В это время шла первая война Рима с Карфагеном; Блез и Торкват вели позиционную войну на Сицилии, в районе Панорма, против карфагенского полководца Гамилькара Барки. Какие-либо подробности этих боевых действий неизвестны: почти ежедневно происходили мелкие стычки, но масштабное сражение, которое бы решило исход войны, было невозможно. Это была война на истощение, в конечном итоге оказавшаяся более удачной для римлян.
В 241 году до н. э. Авл Манлий, став консулом во второй раз, совместно с Квинтом Лутацием Церконом вёл войну против фалисков — общины на юго-востоке Этрурии, восставшей против Рима. Это восстание было подавлено всего за шесть дней; 15 тысяч фалисков погибли, половина всей принадлежавшей этой общине земли отошла Риму. По возвращении в Рим оба консула были удостоены триумфа за свои победы: Церкон торжественно въехал в город 1 марта, а Торкват Аттик — тремя днями позже. Павел Орозий относит эту войну к 238 году до н. э., приписывая подавление восстания тогдашним консулам — Тиберию Семпронию Гракху и Публию Валерию Фальтону, но это, по-видимому, ошибка.
Плиний Старший в своей «Естественной истории» упоминает примечательную смерть некоего Авла Манлия. Этот патриций внезапно умер во время обеда, когда на стол подавался пирог. Существует вероятность того, что речь идёт именно о Торквате Аттике. При этом в историографии считают приоритетным вариантом консула 164 года до н. э.